# لو، کبک
لو (به فرانسوی: Low) بخشی در منطقه شهری لا وله-دو-لا-گاتینو ناحیه اوتاوه در استان کبک کانادا است. در سرشماری سال ۲۰۱۱ این بخش ۸۹۴ نفر جمعیت داشته‌است و مساحت آن ۲۵۹٫۹۵ کیلومتر مربع است.